# Jeanne av Châtillon
Jeanne av Châtillon, född 1285, död 1354, var en hertiginna av Aten, gift med Atens hertig Valter V av Brienne, och dess regent 1311. 
Efter makens död 1311 blev hon förmyndare och regent för sin omyndige son, Atens nye hertig Valter VI av Brienne. Hertigdömet Aten erövrades dock av Katalanska kompaniet och Jeanne och hennes son fick fly till Frankrike. Hon försvarade dock sin sons arvsrätt och anspråk och ansvaret för exilregeringen fram till sonens myndighetsdag. 